# Arrêté Guyane
L'arrêté Guyane est le nom couramment donné à l'arrêté ministériel françaisdu 15 mai 1986, complété le 20 janvier 1987. Il est paru au Journal officiel de la République française du 25 juin 1986.
Il interdit la destruction, la mutilation, la capture ou l'enlèvement, la naturalisation d'individus vivants ou morts, le colportage, l'utilisation, la mise en vente, la vente ou l'achat de certaines espèces de mammifères, oiseaux, reptiles et amphibiens.
- Le transport des espèces citées dans l'article 1 est totalement interdit, y compris en Guyane ;

- Le transport des espèces citées dans l'article 2 est autorisé en Guyane mais interdit sur tout le reste du territoire national ;

- Le transport des espèces citées dans l'article 3 est interdit hors de Guyane, sauf autorisations spéciales.